# Paryż-Roubaix 2016
114. edycja wyścigu kolarskiego Paryż-Roubaix odbyła się w dniu 10 kwietnia 2016 roku i liczyła 257,5 km. Start wyścigu miał miejsce w Compiègne pod Paryżem, a meta znajdowała się w Roubaix. Wyścig figuruje w rankingu światowym UCI World Tour 2016.

## Uczestnicy
Na starcie tego klasycznego wyścigu stanęło 25 zawodowych ekip, osiemnaście drużyn jeżdżących w UCI World Tour 2016 i siedem profesjonalnych zespołów zaproszonych przez organizatorów z tzw. "dziką kartą".
| Numery  | Kod | Drużyna            |
| ------- | --- | ------------------ |
| 1-8     | GIA | Team Giant-Alpecin |
| 11-18   | EQS | Etixx-Quick Step   |
| 21-28   | BMC | BMC Racing Team    |
| 31-38   | AST | Pro Team Astana    |
| 41-48   | IAM | IAM Cycling        |
| 51-58   | OGE | Orica-GreenEDGE    |
| 61-68   | SKY | Team Sky           |
| 71-78   | LTS | Lotto Soudal       |
| 81-88   | KAT | Team Katusha       |
| 91-98   | TLJ | Team LottoNL-Jumbo |
| 101-108 | BOA | Bora-Argon 18      |
| 111-118 | TNK | Tinkoff            |
| 121-128 | COF | Cofidis            |

| Numery  | Kod | Drużyna                      |
| ------- | --- | ---------------------------- |
| 131-138 | WGG | Wanty-Groupe Gobert          |
| 141-148 | TFS | Trek-Segafredo               |
| 151-158 | ALM | Ag2r-La Mondiale             |
| 161-168 | FDJ | FDJ                          |
| 171-178 | FVC | Fortuneo–Vital Concept       |
| 181-188 | DEN | Direct Énergie               |
| 191-198 | TSV | Topsport Vlaanderen-Baloise  |
| 201-208 | DDD | Team Dimension Data          |
| 211-218 | LAM | Lampre-Merida                |
| 221-228 | MOV | Movistar Team                |
| 231-238 | CPT | Cannondale Pro Cycling       |
| 241-248 | DMP | Delko–Marseille Provence KTM |

## Klasyfikacja generalna
| M-ce | Imię i nazwisko      | Kraj            | Drużyna             | Czas       |
| ---- | -------------------- | --------------- | ------------------- | ---------- |
| 1.   | Mathew Hayman        | Australia       | Orica-GreenEDGE     | 5h 51' 53" |
| 2.   | Tom Boonen           | Belgia          | Etixx-Quick Step    | + 0"       |
| 3.   | Ian Stannard         | Wielka Brytania | Team Sky            | + 0"       |
| 4.   | Sep Vanmarcke        | Belgia          | Team LottoNL-Jumbo  | + 0"       |
| 5.   | Edvald Boasson Hagen | Norwegia        | Team Dimension Data | + 3"       |
| 6.   | Heinrich Haussle     | Australia       | IAM Cycling         | + 1' 00"   |
| 7.   | Marcel Sieberg       | Niemcy          | Lotto Soudal        | + 1' 00"   |
| 8.   | Aleksejs Saramotins  | Łotwa           | IAM Cycling         | + 1' 00"   |
| 9.   | Imanol Erviti        | Hiszpania       | Movistar Team       | + 1' 07"   |
| 10.  | Adrien Petit         | Francja         | Direct Énergie      | + 2' 20"   |